# Waldemar Nowey

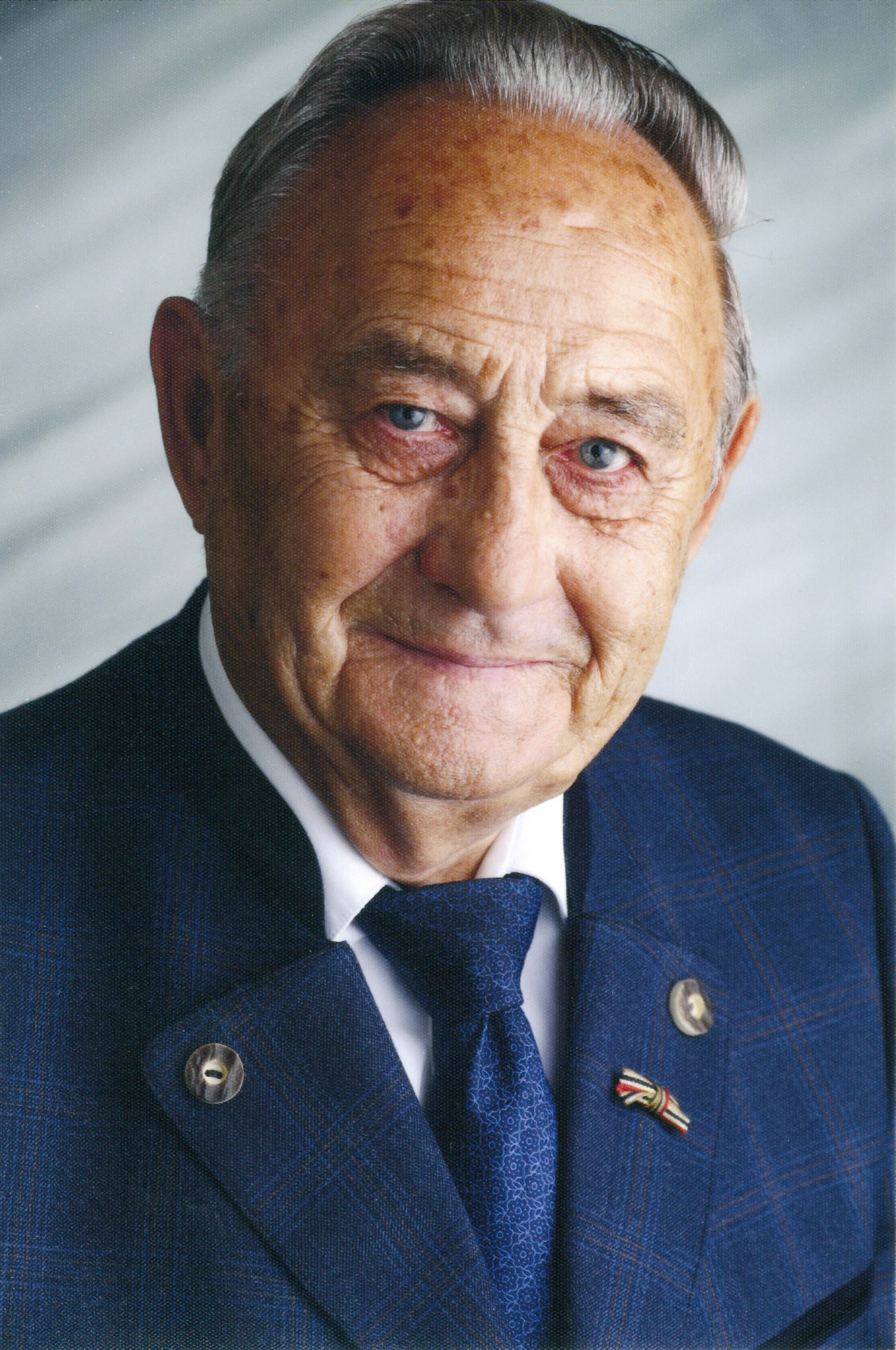
Waldemar Nowey, 2017

Waldemar Nowey (* 11. März 1927 in Neubäu, Kreis Bischofteinitz, Tschechoslowakei) ist ein deutscher Pädagoge, Bildungsforscher, Schriftsteller und Heimatforscher.

## Leben

### Geburt und Herkunft
Waldemar Nowey war der Sohn des Maschinenschlossers Josef Nowey und der Anna Nowey, geborene Rebitzer.
Seine Eltern hatten am 13. April 1926 in Heiligenkreuz geheiratet.
Die Familie wohnte zu dieser Zeit in Neubäu, Nr. 10, welches zur Pfarrei Heiligenkreuz gehörte.
Am 16. März 1927 wurde Nowey in der Pfarrei Heiligenkreuz katholisch getauft.
Nowey war das älteste von sechs Kindern.

### Schulzeit und Ausbildung
Von 1933 bis 1938 besuchte Nowey die Volksschule Neubäu.
Anschließend wechselte er auf die Bürgerschule in Weißensulz, die er 1941 mit dem Mittelschulabschluss beendete.
Seine 1941 begonnene Ausbildung an der Lehrerbildungsanstalt in Eger beendete er 1944 mit kriegsbedingtem Abschluss.

### Wehrdienst und Kriegsgefangenschaft
Nach Reichsarbeits- und Wehrdienst ab 1944 kam Nowey am 9. Mai 1945 als Kriegsgefangener in die Prager Ausbildungskaserne.
In den Jahren 1945 bis 1950 gelangte er nach dem „Todesmarsch von Prag nach Brünn“ durch Ungarn, Rumänien, über das Schwarze Meer in russische Kriegsgefangenschaft, in transkaukasischen Lagern: Suchumi, Saliany, Baku, Mingetschaur und Göylgöl.

### Fortbildung und Berufstätigkeit
Nach einem Sonderkurs für Spätheimkehrer am Institut für Lehrerbildung an der Oberschule in Freising in den Jahren 1950 bis 1952, abgeschlossen mit der Lehramtsprüfung im Freistaat Bayern, wurde Nowey Aushilfslehrer in Merching und Mering bei Augsburg.
Von 1952 bis 1953 war er Schulleiter der einklassigen Volksschule in Steinach bei Mering.
Anschließend arbeitete Nowey bis 1955 als Lehrer an der dreiklassigen Volksschule in Baindlkirch, Kreis Friedberg.
Danach wurde er Lehrer und von 1960 bis 1966 Oberlehrer an der ausgebauten Volksschule Mering.
Von 1966 bis 1969 war Nowey Rektor an der ausgebauten Volksschule Kissing und Schulratsstellvertreter sowie Ausbildungslehrer an der Pädagogischen Hochschule Augsburg.
Außerdem arbeitete er seit 1967 als Seminarleiter des Seminarbezirkes Friedberg.
Seit 1968 war er Leiter des Staatlichen Schulamtes Friedberg bei Augsburg.
Anschließend wurde Nowey Oberschulrat und 1974 Studiendirektor des zur Gebiets- und Schulreform 1972 gegründeten wissenschaftlichen Staatsinstitutes für Bildungsforschung und Bildungsplanung zur Politik- und Schulberatung in München.
Hier führte er Pilotstudien zur Einführung des 9. Pflichtschuljahres und der Hauptschule in Bayern durch.
Außerdem arbeitete er über die Themen: Strukturmodelle zur allgemeinen und vorberuflichen Bildung, Analysen und Prognosen des Bildungsverhaltens in urbanen und ländlichen Kleinräumen.
Von 1984 bis 1989 war Nowey Regierungsschuldirektor und setzte im Auftrag des Kultusministeriums seine Langzeitstudien fort zum Thema: Regionales Bildungs- und Beschäftigungssystem am Beispiel des Regierungsbezirks Schwaben.
Seit 1989 publiziert Nowey im Arbeitskreis Egerländer Kulturschaffender AEK e.V. die AEK-Studienreihen „Bildungsregionen der offenen Grenzen inmitten Europas“ und „Bildungsregion Euregio Egrensis“.

### Abitur, Studium und Promotion
1960 legte Nowey das Begabtenabitur am Staatsministerium für Unterricht und Kultus in München ab.
Von 1960 bis 1964 absolvierte er ein Promotionsstudium an der Ludwig-Maximilians-Universität München.
Dieses beendete Nowey als Doktor der Philosophie in Pädagogik, Psychologie und Soziologie mit der Dissertation: »Probleme und Möglichkeiten der Volksschuloberstufe im technischen Zeitalter« im Jahr 1965.
Dann widmete er sich weiteren Universitätsstudien in Philosophie, Moraltheologie, Germanistik, Geschichte, Politologie, Kultur- und Naturwissenschaften.

## Auszeichnungen
Neben vielen anderen Auszeichnungen und Ehrungen erhielt Nowey 1994 das Verdienstkreuz am Bande für seine Beiträge zur Bildungs- und Heimatforschung.

### Privatleben
1956 heiratete Nowey Johanna Neßl aus Merching.
Das Ehepaar bekam zwei Töchter, die, wie ihr Vater, den Lehrer-Beruf ergriffen.

## Werke
- Modellhauptschulen in Bayern : Analyse von Erfahrungsberichten. Studien und Materialien des Staatsinstituts für Bildungsforschung und- planung München, Folge 2. Ehrenwirth, München 1970, ISBN 3-431-01412-7.
- Zwischen Schule und Beruf. Raimund Ritter: Schulsituation in Problemgebieten. Ehrenwirth, München 1973, ISBN 3-431-01470-4.
- Glaube und Kirchlichkeit: Das Engagement katholischer Christen in den Pfarrgemeinden Heils- und Weltauftrag. Hofmann-Druck, Augsburg 1975, ISBN 3-922865-04-6.
- Menschen brauchen Güter Informationen und Anregungen für Lehrer. Don Bosco, München 1976.
- Die regionale Verteilung der ausländischen Schüler in Bayern. Staatsinst. für Bildungsforschung u. Bildungsplanung, München 1979.
- Herausforderungen an die Kirche. Soziale und regionale Wirkfelder. Überregionale, regionale und soziale Bedingungsfaktoren des kirchlichen Lebens. Auer, Donauwörth 1980, ISBN 3-403-01078-3.
- Schul- und unterrichtsorganisatorische Maßnahmen für ausländische Schüler in Bayern. Staatsinst. für Bildungsforschung u. Bildungsplanung, München 1980.
- Ausländerbeschulung in Bayern : regionale Schülerbewegungen, Wiederholer, Übertritte u. Seiteneinsteiger. Staatsinst. für Bildungsforschung u. Bildungsplanung, München 1980.
- Strukturmodelle zur allgemeinen und vorberuflichen Bildung. Hauptschuldidaktik und Lehrerbildung. Aktuell GmbH, Olzog 1981, ISBN 3-7892-9812-3.
- Schulsystem und Sozialstruktur. Eine Erhebung in 12 bayerischen Landkreisen. Ehrenwirth, München 1982, ISBN 3-431-01470-4.
- Analysen und Tendenzen der Berufswahl ausländischer und deutscher Hauptschulabgänger (=Studien u. Materialien des Staatsinstit. f. Bildungsforsch. u. Bildungsplanung München; Folge 13) Ehrenwirth, München 1983, ISBN 3-431-02571-4.
- Arbeitslehre im deutschen Schulsystem. Auer Verlag, 1984, ISBN 3-403-00516-X.
- Regionale Entwicklungslinien des Schulwesens in Bayern : Fortschreibung der Übertrittsquoten, Rückkehreranteile u. Hauptschulabschlüsse, Schuljahr 1980/81, 1982/83, Staatsinst. für Bildungsforschung u. Bildungsplanung, München 1982, 1984.
- Jugend zwischen Krieg und Frieden Vertrieben – Gefangen – Heimgekehrt / Gedanken zur Heimatsuche in Freiheit. Selbstverlag, Mering 1986.
- Über die Kirchentüre hinaus… Verwirklichte Kirchlichkeit nach dem Konzil und vor der Synode. Hofmann, Augsburg 1987, ISBN 3-922865-23-2.
- In die Freiheit vertrieben. Heimatsuche im Herzen Europas. Zur Mentalitätsgeschichte einer Bekenntnisgeneration. Gedanken nach Öffnung der Grenzen von 1990 bis 1995. Herausgegeben von der Arbeitsgruppe Bildungsforschung des Arbeitskreises Egerländer Kulturschaffender, Eigenverlag, Waldsassen 1995.
- Bildungsregion Stiftland – Egerland inmitten Europas. Vor einem halben Jahrhundert Vertreibung. Seit einem halben Jahrzehnt offene Grenzen. Herausgegeben von der Gruppe Bildungsforschung im AEK, Eigenverlag, Waldsassen 1995.
- Der Bayrische Hiasl als heimatgeschichtliche, volkstümliche und literarische Gestalt. Ein Signal seiner Zeit – ein Signum unserer Heimat?  Kissing, 2003, ISBN 3-9803307-1-0.
- Merching an der Paar im Wittelsbacherland. Gruppenleiter Bildungsforschung im AEK, Mering 2012.
- Grenzüberschreitende Bildungsregion Euregio Egrensis : Bildungsbrücken zwischen Bayern und dem Egerland ; Noweyana – Schriftgutsammlung aus 30 Jahre Bayerischer und 20 Jahre Böhmischer Bildungsforschung. Gruppenleiter Bildungsforschung im AEK, Mering bei Augsburg 2012.
- Hundert Jahre Markt Mering mit tausendjähriger Geschichte : eine Internetreportage. Marktgemeinde Mering, Mering 2012.
- Oberpfälzisch-egerländische Bildungsregion inmitten Europas : Denkschrift zum „Bayerischen Nordgautag“ in Cham 2014. Gruppenleiter Bildungsforschung im Arbeitskreis Egerländer Kulturschaffender, Mering bei Augsburg 2014.
- 700 Jahre Kaiser Karl IV. : „Neuböhmen“ und „Goldene Straße“ in der grenzüberschreitenden Bildungsregion „Euregio Egrensis“. Gruppenleiter Bildungsforschung im Arbeitskreis Egerländer Kulturschaffender e.V., Mering bei Augsburg 2017.